# 小行星4840
小行星4840（英語：4840 Otaynang）是一颗围绕太阳公转的小行星。1989年10月23日，Y. Oshima在静冈县发现了此天体。
这颗小行星的绝对星等为194.71169等。